# Communauté de communes de Villaines-la-Juhel
Pour les articles homonymes, voir CCV.
La communauté de communes de Villaines-la-Juhel, abrégée CCV, est une ancienne communauté de communes française, située dans le département de la Mayenne et dans la région Pays de la Loire.

## Histoire
- 22 décembre 1993 : création du groupement.
- 20 mars 2006 : définition de l'intérêt communautaire et modification statutaire.
- 31 décembre 2013 : fusion avec la communauté de communes des Avaloirs pour constituer la communauté de communes du Mont des Avaloirs[1].

## Composition
La communauté regroupait onze communes (les dix du canton de Villaines-la-Juhel et une du canton du Horps) :
1. Averton
2. Courcité
3. Crennes-sur-Fraubée
4. Gesvres
5. Le Ham
6. Loupfougères
7. Saint-Aubin-du-Désert
8. Saint-Germain-de-Coulamer
9. Saint-Mars-du-Désert
10. Villaines-la-Juhel
11. Villepail

## Administration
| Période      | Période       | Identité    | Étiquette | Qualité                            |
| ------------ | ------------- | ----------- | --------- | ---------------------------------- |
| janvier 1994 | avril 2001    | André Morin |           | Maire de Villaines-la-Juhel        |
| avril 2001   | décembre 2013 | Alain Dilis |           | Maire de Saint-Germain-de-Coulamer |